# Santa Rita (Coronel Fabriciano)
Santa Rita é um bairro do município brasileiro de Coronel Fabriciano, no interior do estado de Minas Gerais. Localiza-se no distrito Senador Melo Viana, estando situado no Setor 5. Segundo o censo demográfico de 2022, realizado pelo Instituto Brasileiro de Geografia e Estatística (IBGE), sua população era de 647 habitantes e havia 228 domicílios particulares permanentes ocupados.
De acordo com o IBGE, em 2010 a população era de 693 habitantes e havia 209 domicílios particulares.
O bairro surgiu na década de 1990, a partir de ocupações irregulares e de um loteamento feito em terras de Sérgio Moreira. O nome é uma referência à Santa Rita de Cássia, como a denominação sugere. Segundo o IBGE, sua área é considerada como favela e comunidade urbana.